# Elin Blikra
Elin Blikra (* 24. November 1972) ist eine ehemalige norwegische Squashspielerin.

## Karriere
Elin Blikra spielte von 1990 bis 2002 auf der WSA World Tour und erreichte auf dieser einmal ein Endspiel. Ihre beste Platzierung in der Weltrangliste erreichte sie mit Rang 30 im Februar 2001. Mit der norwegischen Nationalmannschaft nahm sie mehrfach an Europameisterschaften teil. Im Einzel stand sie 2000 das einzige Mal im Hauptfeld der Weltmeisterschaft, in deren ersten Runde sie nach einer Niederlage gegen Jenny Tranfield ausschied.
Sie wurde von 1990 bis 2002 insgesamt 13 Mal in Folge sowie nochmals 2004 norwegische Landesmeisterin.

## Erfolge
- Norwegischer Meister: 14 Titel (1990–2002, 2004)